# Caroline d'Erbach-Fürstenau
Caroline d'Erbach-Fürstenau (palais de Fürstenau, 29 septembre 1700 - Hildburghausen, 7 mai 1758) est la fille de Philippe-Charles d'Erbach-Fürstenau (1677-1736) et de Charlotte-Amélie de Kunowitz (1677-1722).

## Biographie
Le 19 juin 1726, elle se marie à Fürstenau avec Ernest-Frédéric II de Saxe-Hildburghausen, fils du duc Ernest-Frédéric Ier de Saxe-Hildburghausen (1681–1724) et de Sophie-Albertine d'Erbach-Erbach (1683-1742). En se mariant, elle alla habiter à Königsberg, où est né le prince héritier. En 1730 son mari fait bâtir pour elle le palais de Carolinenbourg comme résidence d'été. En 1744 en prévision d'un éventuel veuvage, elle achète le château de Eisfeld. Après la mort de son mari en 1745, elle est régente au nom de son fils aîné, encore mineur. Le mariage aura quatre enfants:
- Ernest-Frédéric III de Saxe-Hildburghausen, duc de Saxe-Hildburghausen
- Frédéric de Saxe-Hildburghausen (1728-1735)
- Eugène de Saxe-Hildburghausen (1730-1795), épouse en 1778 sa nièce Caroline de Saxe-Hildburghausen.
- Amélie de Saxe-Hildburghausen (1732-1799), épouse en 1749 le prince Louis de Hohenlohe-Neuenstein-Oehringen.